# بول فوس
بول فوس (بالألمانية: Paul Voß)‏ مواليد 26 مارس 1986 في روستوك، ألمانيا الشرقية، هو دراج ألماني في صنف سباق الدراجات على الطريق.

## روابط خارجية
- بول فوس على موقع الاتحاد الدولي للدراجات (الإنجليزية)
- بول فوس على موقع أرشيف الدراجات (الإنجليزية)
- بول فوس على موقع إحصائيات الدراجات الإحترافية (الإنجليزية)
- بول فوس على موقع نسبة الدراجات (الإنجليزية)
- بول فوس على موقع CycleBase (الإنجليزية)